# Mojolampir
Mojolampir is een bestuurslaag in het regentschap Pati van de provincie Midden-Java, Indonesië. Mojolampir telt 1401 inwoners (volkstelling 2010).